# Myron Scholes
Myron Samuel Scholes (* 1. července 1941 Timmins) je americký ekonom narozený v Kanadě, který v roce 1997 získal spolu s Robertem C. Mertonem Cenu Švédské národní banky za rozvoj ekonomické vědy na památku Alfreda Nobela za „novou metodu určování hodnoty derivátů“. Bakalářský titul z ekonomie získal na McMaster University v Kanadě, pak se rozhodl přestoupit na Chicagskou univerzitu, kde nakonec roku 1969 získal titul Ph.D.